# Смокинг (филм)
„Смокинг“ (на английски: The Tuxedo) е американски игрален филм (комедия, екшън) от 2002 година на режисьора Кевин Донован, по сценарий на Майкъл Уилсън и Майкъл Лийсън. В него участват Джеки Чан и Дженифър Лав Хюит.

## Сюжет
Джеки Чан играе ролята на Джими Тонг – шофьор на такси, който става шофьор на загадъчния милионер Кларк Девлин. След злополука с Девлин Джими трябва да вземе специален смокинг. След като го пробва, той разбира, че смокингът дава суперсили на своя притежател. Така Джими Тонг взема самоличността на Девлин и става суперагент, който трябва да изпълни важна мисия. За капак той трябва да работи в екип с новобранката Дел Блейн (Дженифър Лав Хюит). Двамата се превръщат в тандем, който по най-смешния и забавен начин ще се справи с всеки престъпник, застанал на пътя им.

## Дублаж

### Диема Вижън(2011)
| Преводач            | Мария Бенчева                                                                                  |
| Режисьор на дублажа | Димитър Кръстев                                                                                |
| Тонрежисьор         | Иво Игнатов                                                                                    |
| Озвучаващи артисти  | Йорданка Илова Нина Гавазова Христина Ибришимова Николай Николов Христо Узунов Димитър Иванчев |